# گورانوتسی
گورانوتسی (به لاتین: Goranovtsi) یک منطقهٔ مسکونی در بلغارستان است که در شهرستان کیوستندیل واقع شده‌است.